# Autódromo José Carlos Pace
El circuit d'Interlagos, anomenat oficialment Autódromo José Carlos Pace, és un circuit de curses de São Paulo (Brasil). Situat al barri d'Interlagos, a la zona sud de São Paulo, entre els districtes de Cidade Dutra i Socorro, el seu nom és un homenatge al pilot de São Paulo José Carlos Pace, mort el 1977.
Inaugurat el 12 de maig de 1940, del 1973 al 2019 va acollir 39 edicions del Gran Premi del Brasil de Fórmula 1 i des del 2021 acull el Gran Premi de São Paulo. S'hi celebren també proves del Campionat del Món de Resistència de la FIA.

## Història
La idea inicial dels promotors del circuit al tombant de la dècada del 1930 era crear una pista oval (del tipus d'Indianapolis) que es plegués cap endins. El nom del lloc, "Interlagos", li ve del fet que es troba entre dos llacs artificials, el Guarapiranga i el Billings, que van ser construïts a començaments del segle XX per a abastir d'aigua i energia elèctrica la metròpoli. Aquesta situació del circuit en terreny poc sòlid, entre els dos llacs, és probablement la causa del traçat ple de ressalts, davant la impossibilitat de mantenir l'asfalt ben anivellat.
A finals de la dècada del 1980, quan les grans curses ja feia temps que havien abandonat l'equipament en favor del circuit de Jacarepaguá (la darrera edició del Gran Premi a Interlagos va ser la de 1980), es va decidir renovar-ne les estructures i el disseny de la pista. Es van estudiar diverses propostes i finalment, la nova versió del circuit va estar a punt per al Gran Premi del Brasil de 1990. Des d'aleshores, el Gran Premi es va tornar a celebrar anualment a Interlagos.

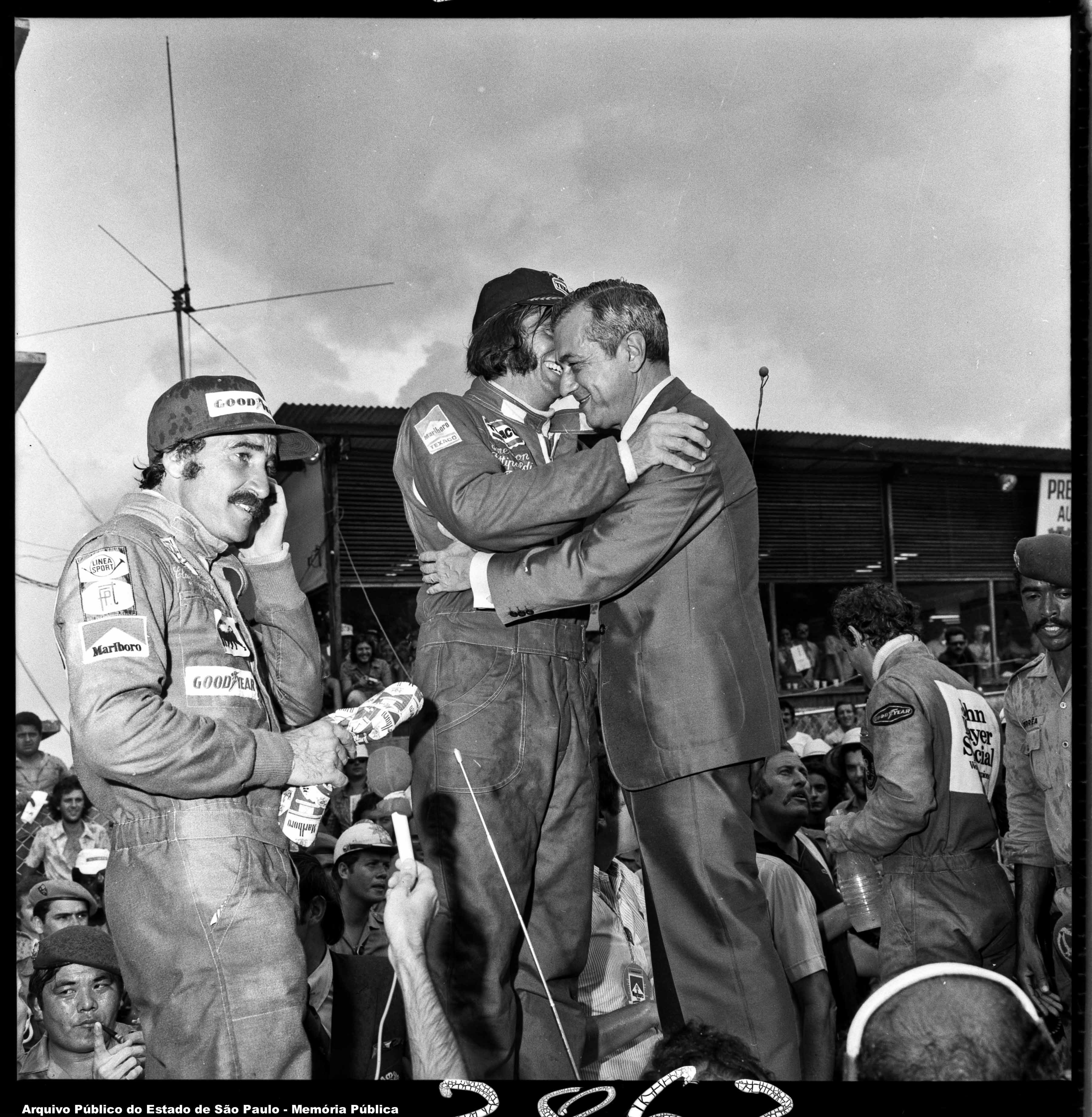
Emerson Fittipaldi al podi del GP del Brasil de

En general, el circuit ha estat molt criticat en l'entorn de la Fórmula 1 per la qualitat de la infraestructura i l'organització: per exemple, durant el Gran Premi del Brasil del 2000 alguns cartells publicitaris van caure més d'una vegada directament a la pista, amb el risc de colpejar algun cotxe. Les discussions sobre la perillositat de la pista es van accentuar el 2011 després de l'accident mortal de Gustavo Sondermann a la Curva do Café. Menys de tres setmanes després de la mort de Sondermann, el 20 d'abril, el pilot Paulo Kunze es va morir després de patir un accident a la ràpida Curva do Sol durant una cursa de stock cars celebrada el diumenge anterior. Després d'aquest accident, els organitzadors tenien previst de reduir el nombre de seients per als espectadors en aquell revolt per tal de crear una escapatòria prou gran. Aquest projecte es va confirmar el març del 2012.
A partir de la temporada del 2021 el circuit passà a acollir el Gran Premi de São Paulo.

## Característiques
El circuit és un dels pocs del calendari de la Fórmula 1 que funciona en sentit contrari a les busques del rellotge (els altres són els de  Bakú, les Amèriques,  Singapur, Yas Marina, Imola i Jiddah). A l'interior de la pista hi ha un circuit de kàrting que duu el nom d'un altre pilot de São Paulo, Ayrton Senna.

### Traçat
Originàriament la pista feia gairebé 8 km de longitud i discorria al llarg del perímetre del terreny on es va construir amb llargues rectes connectades per revolts molt ràpids, com ara els revolts 1 i 2 i la Subida dos boxes i les Arquibancadas finals. Tot seguit, el traçat es feia revirat i pujava a la part ràpida de la pista. Des del 1957 només era possible fer servir la part externa, l'anomenat Circuito Externo.

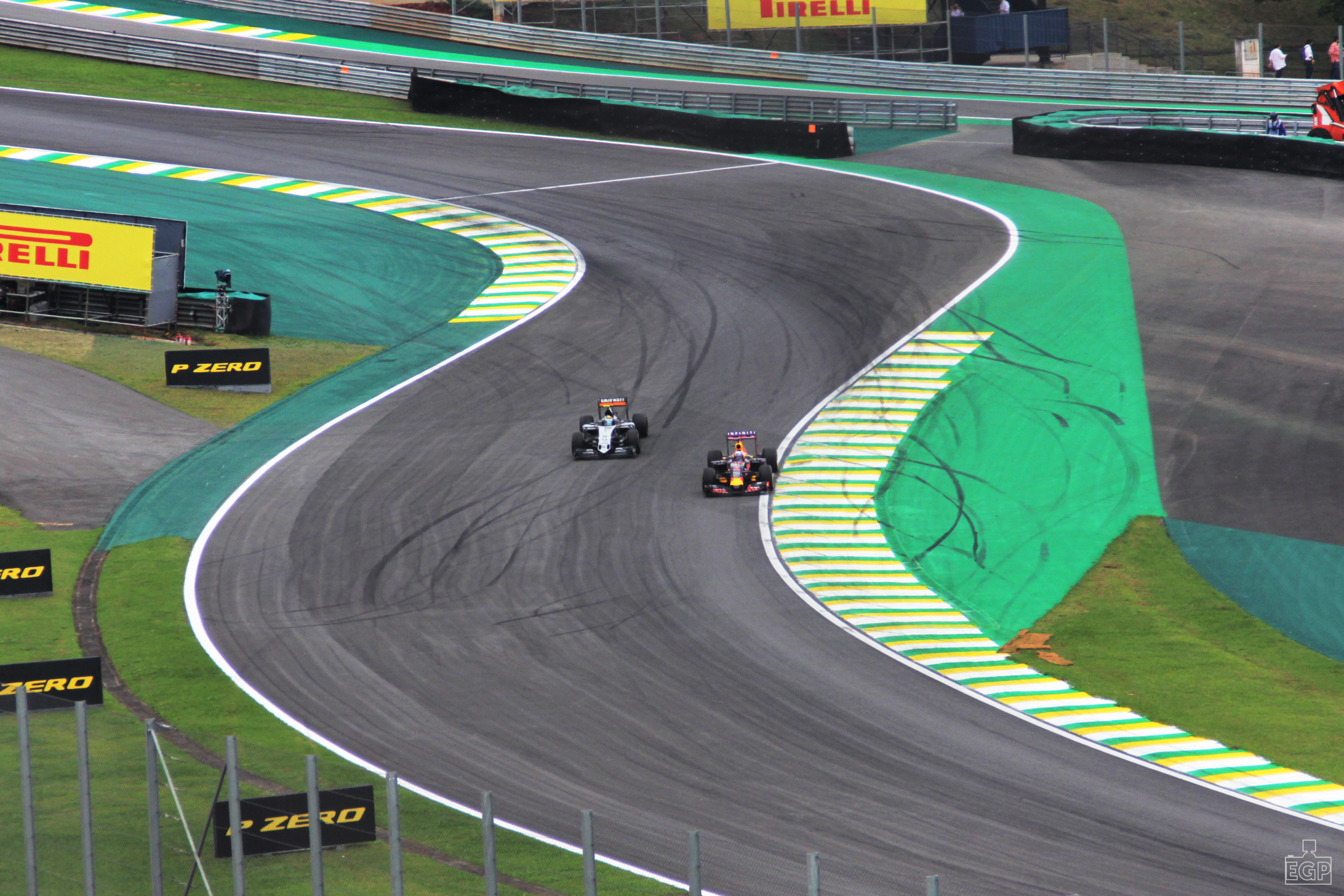
Sortida de la "S" do Senna i entrada a la Curva do Sol

Per tal d'arribar a la nova versió del circuit estrenada el 1990 se'n va tallar la part inicial, molt ràpida (ara serveix de via de servei), i es va substituir el primer revolt per una forta xicana en baixada, la "S do Senna", que porta a la ràpida "Curva do Sol". A partir d'aquest punt, el nou traçat transcorre en sentit contrari a l'original pel tram de la Curva do Sol, Reta oposta, Curva Subida do lago, la recta entre aquesta i la Curva Ferradura que, un cop modificada, porta al tram que duu a la Curva Laranja. Es va fer un altre canvi a la zona entre els revolts de Mergulho i Junção, on la recta que els uneix es desplaçà una mica més amunt per tal d'eixamplar l'escapatòria i, en conseqüència, es redissenyaren els dos revolts amb la mateixa finalitat. Després d'aquests canvis, la pista quedà amb una longitud de 4,309 km.
Durant la cursa del Gran Premi de 1992 es va inserir una xicana entre els revolts Junção i Subida dos boxes, encara visible des de les fotos de satèl·lit.

## Rècords
El rècord absolut de velocitat per volta al circuit és de Valtteri Bottas, amb un temps d'1'10"540 (a una mitjana de 219,909 km/h), mentre que el rècord de distància és de Lewis Hamilton (305,879 km en 1h27'09"066, a una mitjana de 210,585 km/h). Ambdues actuacions es van establir durant el Gran Premi del 2018 amb un Mercedes AMG F1 W09 EQ Power+.
El rècord absolut del circuit, d'1'07"281, va ser establert per Lewis Hamilton amb un Mercedes en la classificació per al mateix Gran Premi.

## Accidents mortals
- Rafael Sperafico (2007)
- Gustavo Sondermann (2011)
- Paulo Kunze (2011)
- Cristiano Ferreira (2013)
- Sergio Dos Santos (2017)
- Mauricio Paludete (2019)
- Matheus Barbosa (2020)
- Lorenzo Somaschini (2024)

## Historial del traçat

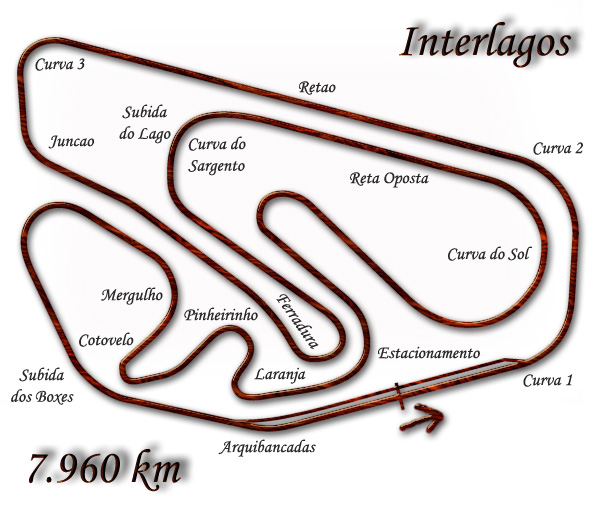
La configuració de 7.960 m emprada del 1940 al 1979
La configuració de 7.873 m emprada del 1980 al 1989
La configuració de 4.325 m emprada del 1990 al 1995
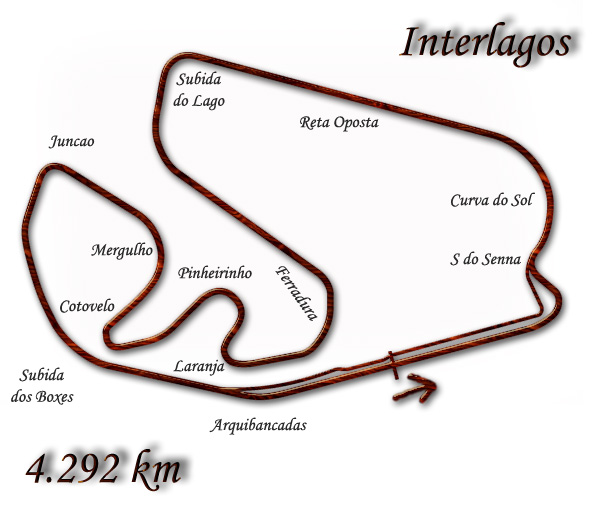
La configuració de 4.292 m emprada del 1996 al 1998
La configuració de 4.309 m emprada des del 1999